# Szebb holnap (album)
Szekeres Adrien 1997 elején egy jazz-zenészekből álló zenekarral funky zenét játszott, amikor egyik koncertjükön megismerkedett Erdélyi Lászlóval az Unisex zenekar frontemberével. Megismerkedésük után hamar lázas munkába kezdtek, az első közösen elkészített felvétel után a Sony Music azonnal szerződést ajánlott egy nagylemezre. 1997 júliusában jelent meg az Unisex első albuma Szekeres Adriennel Szebb holnap címmel. Az Unisex sikerét mi sem bizonyítja jobban, minthogy a lemezről 5 dalt tűztek műsorukra a különböző rádióállomások (Szebb holnap, Mindenre készen, Száguldj velem, Úgy szeress, Itt a nyár újra).
```
# Szebb Holnap
# Mindere Készen
# Ébredj Fel! 
# Itt a nyár újra
# Száguldj Velem!
# Ellophat Tőled A Nyár
# Ki Tiltja Meg?
# Várok Rád!
# Dobd El!
# Úgy szeress
# Szebb Holnap Remix
# Száguldj Velem! Remix
```